# Населённые пункты России, утратившие статус города

Список населённых пунктов России, имеющих статус города, постоянно меняется — некоторые населённые пункты становятся городами, другие же перестают ими быть по различным причинам — становятся сельскими населёнными пунктами, входят в состав других городов, либо полностью исчезают с карты.

## Сохранились, но потеряли статус города
Обычно бывшие города становятся сёлами или посёлками городского типа:

### Амурская область
- Албазин — ныне село. Город с 1655 по 1689 год, уничтожен по Нерчинскому договору, село Албазино на его месте возникло в 1860-х годах.

### Архангельская область
- Емецк — ныне село. Город с 1922 по 1925 год.
- Красноборск — ныне село. Город с 1780 по 3 декабря 1923.
- Пинега — ныне село. Город с 1780 по 1925.
- Устьвашск — ныне село Лешуконское. Город с 1918 по 1922 год.
- Холмогоры — ныне село. Город с 1784 по 1925.
- Яренск — ныне село. Город с начала XVII века (до 1636 года находился на другом месте) до 1924 года.

### Астраханская область
- Енотаевск — ныне село Енотаевка. Город с 1785 по 1925.
- Красный Яр — ныне село. Город до 1925 года.
- Чёрный Яр — ныне село. Город до 1925, до 1634 года находился на другом берегу Волги.

### Белгородская область
- Верхососенск — ныне село Верхососна. Город в 1647—1779 годах.
- Богатый — ныне село Богатое. Город с 23 мая (3 июня) 1779 по 4 января 1926 года.
- Ливенск — ныне село Ливенка. Город с 1779 по 1862 год.
- Хотмыжск — ныне село. Город до 1928 года.

### Брянская область
- Вщиж — известен как город с XII в.; в 1238 уничтожен монголо-татарами. С XVII в. до настоящего времени известен как село.
- Погар (известен также как Радощ) — ныне пгт. Город с 1155 по 1925 год.
- Новое Место — ныне село. Город с 16(27) сентября 1781 до 6 июня 1925 года.

### Бурятия
- Баргузин — ныне село. Город с 1783 по 1927 год.
- Новоселенгинск (Селенгинск) — ныне посёлок сельского типа. Город с 1684 по 1925 год.

### Волгоградская область
- Царев — ныне село. Город с 1836 до 24 августа 1925 года.

### Воронежская область
- Гвоздёв — ныне село Гвазда, в 1779—1796 — уездный город.
- Землянск — ныне село. Город в 1663—1923 годах.
- Калитва — ныне село Старая Калитва. Город до 1865 года.
- Коротояк — ныне село. Город с 1725 по 1923 год.
- Нижнедевицк — ныне село. Город с 25 сентября (6 октября) 1779 до 28 сентября 1925 года.
- Орлов — ныне село. Город с 1645 по 1779 год.
- Тавров — ныне часть города Воронежа. Город в 1700—1744 (до 2008 года село).

### Забайкальский край
- Акша — ныне село. Город с 1872 по 1926 год.
- Доронинск — ныне село Доронинское. Город с 1782 по 1797 год.

### Ивановская область
- Лух — ныне пгт, город с 1778 по 1925 год.

### Иркутская область
- Балаганск — ныне село в 35 км от бывшего города, затопленного Братским водохранилищем. Город с 1775 до 6 июня 1925 года.
- Верхоленск — ныне село. Город c 1857 до 6 июня 1925 года.

### Кабардино-Балкария
- Екатериноград — ныне станица Екатериноградская. Город с 1786 до 1822.

### Калининградская область
- Добровольск — ныне посёлок. Город с 1725 по 1945 (до 1938 — Пилькаллен, с 1938 по 1945 — Шлоссберг).
- Домново — ныне посёлок. Город Домнау с 1400 по 1945.
- Дружба — ныне посёлок. Город Алленбург с 1400 по 1945.
- Железнодорожный — ныне пгт. Город Гердауэн с 1398 по 1945.
- Знаменск — ныне посёлок. Город Велау с 1339 по 1945, пгт с 1946 по 2005
- Корнево — ныне посёлок. Город Цинтен с 1313 по 1945.
- Крылово — ныне посёлок. Город Норденбург с 1405 до 1945.
- Кутузово — ныне посёлок. Город Ширвиндт с 1725 по 1945.
- Славское — ныне посёлок. Город Кройцбург с 1315 по 1945.
- Чернышевское — ныне посёлок. Город с 1922 по 1945 (до 1938 — Эйдткунен, c 1938 по 1945 — Эйдткау).

### Калужская область
- Воротынск — ныне село. Город до 1918.
- Перемышль — ныне село. Город с 1776 по 1925.
- Серпейск — ныне посёлок. Город до 1919.

### Камчатский край
- Ключи — ныне посёлок. Город с 1979 по 2004.

### Карелия
- Паданск — ныне село Паданы. Город с 1777 по 1782.
- Повенец — ныне пгт. Город с 1777 по 1927 год.

### Кировская область
- Кай — ныне село. Город до 11 (23) января 1854.
- Никулицын — ныне село Никульчино. Город с XIII до конца XV века.
- Лальск — ныне пгт. Город с 1780 по 1927 год.
- Царёвосанчурск — ныне пгт Санчурск. Город с конца XVI века по 16 ноября 1925.
- Шестаков — ныне село Шестаково. Город с 1546 по 1764 год.

### Костромская область
- Кадый — ныне пгт. Город с 1778 по 20 февраля 1924.
- Парфеньев — ныне село Парфеньево. Город с 1708 по 1797.
- Судиславль — ныне пгт. Город с 1719 по 1925.
- Унжа — ныне село. Город до 20 февраля 1924.

### Краснодарский край
- Нефтегорск — ныне пгт. Город в 1935—1939 годах.
- Романовск[1] — ныне пгт Красная Поляна в Адлерском районе города Сочи. Город с 19 июня 1899 года по 1920-е годы.
- Тамань — ныне станица. Город до 1849 года.

### Красноярский край
- Туруханск — ныне село Старотуруханск. Город до 11(24) октября 1917 года[2].

### Курская область
- Тим — ныне пгт. Город с 1779 по 1926.

### Ленинградская область
- Гостинополье — ныне деревня. С 14 февраля 1923 по 31 мая 1924 — уездный город Волхов.
- Копорье — ныне село. Город до середины XVIII века.
- Рожествен (Рождествен, Рожественск) — ныне село Рождествено. Город с 1780 по 1796.
- Ладога — ныне село Старая Ладога. Город до 1703.

### Липецкая область
- Белоколодск — ныне село Крутогорье. Город с 1663. В XVIII или XIX веке стал селом.
- Дёмшинск — ныне село Никольское. Город с 1683 по 1779.
- Добрый — ныне село Доброе. Город с 1647 по 1764.
- Романов — ныне село Ленино. Город с 1614 по XVIII век.
- Чернавск — ныне село Чернава. Город с XI века по 1779.

### Магаданская область
- Гижигинск — ныне село Гижига. Город с 1783 по 1926.

### Марий Эл
- Кокшайск — ныне село. Город с XVI века по 1765.
- Сернур — город с 1921 по 1926 год, позже село, ныне посёлок городского типа.

### Мордовия
- Троицк-Пензенский — ныне село Троицк. Город до 6 июня 1925.
- Шишкеев — ныне село Шишкеево. Город до 6 июня 1925.

### Московская область
- Борисов (Царёв Борисов) — ныне село Борисово. Город с начала XVI века по 1770-е.
- Буйгород — ныне деревня. Город в XIV—XV веках.
- Микулин — ныне село. Город в XIV—XVI веках.
- Никитск — ныне село Колычёво. Город с конца XVIII века по 1802.
- Радонеж — ныне село. Город с XIV века по 1610.

### Нижегородская область
- Ардатов — ныне пгт. Город с 1779 по 1925.
- Варнавин — ныне рабочий посёлок Варнавино. Город с 1778 по 1925.
- Васильсурск — ныне пгт. Город с 1779 по 1927.
- Курмыш — ныне село. Город до 6 июля 1925.
- Макарьев — ныне посёлок Макарьево (в 1958—2009 был пгт). Город до 6 июля 1925.
- Мадаев — ныне село Мадаево. Город с 6(18) июня 1817 по 12(24) марта 1820.
- Починки — ныне село. Город с 1779 по 1922.

### Новгородская область
- Демянск — ныне пгт. Город с 1824 по 1927.
- Крестцы — ныне пгт. Город с 1776 по 4 января 1926.

### Новосибирская область
- Колывань — ныне пгт. Город с 1822 по 1925.

### Оренбургская область
- Илек — ныне село. Город с 1920 по 1927.
- Каширинск — ныне село Октябрьское. Город с 1922 по 1938.

### Орловская область
- Дешкин — ныне село Дешкино. Город с 1778 по 1797.
- Кромы — ныне пгт. Город с 1147 по 11 февраля 1924.

### Пензенская область
- Вадинск — ныне село. Город Керенск с 1780 по 25 октября 1926.
- Верхний Ломов — ныне село. Город до 6 июня 1925.
- Мокшан — ныне пгт. Город с 1780 по 1925.
- Наровчат — ныне село. Город с 1780 по 1926.

### Пермский край
- Коспаш — распался на пгт Центральный Коспашский, Южный Коспашский и Северный-Коспашский. Город в 1949—1957.
- Обвинск — ныне село. Город с 1781 по 1796.
- Углеуральск — ныне пгт Углеуральский. Город с 10 июня 1946; до 23 мая 1951 года назывался Половинка. Был включён в состав города Губаха 4 ноября 1959 года[3]; вновь выделен из черты Губахи решением Пермского облисполкома от 8 апреля 1960 года — но уже в статусе пгт.

### Псковская область
- Александровский посад (Талабск)[4] — ныне деревня Остров-Залит, Территория Залитских островов (см. Талабские острова)
- Изборск — ныне деревня. Первое упоминание 862. Город до середины XIX века.
- Новый Изборск — ныне деревня. Город с 1945 до 1956[5].

### Ростовская область
- Черкасск — ныне станица Старочеркасская. Город до конца XIX века.

### Рязанская область
- Елатьма — ныне пгт. Город с 1779 по 1926.
- Кадом — ныне пгт. Город до 1926.
- Пронск — ныне пгт. Город с 1778 по 1926.
- Сапожок — ныне пгт. Город с 1778 по 1926.

### Самарская область
- Алексеевск — ныне пгт Алексеевка, входит в городской округ Кинель. Город с 1700 по 1774.
- Сергиевск — ныне село. Город с 1781 по начало XX века.

### Сахалинская область
- Горнозаводск — ныне село. Город до 2004.
- Красногорск — ныне село. Город до 2004.
- Лесогорск — ныне село Лесогорское. Город до 1993.
- Чехов — ныне село Чехово. Город до 2004.
- Шахтёрск — ныне посёлок городского типа. Город до 2016.

### Смоленская область
- Красный — ныне рабочий посёлок. Город c 22 февраля (4 марта) 1776 года по 3 июля 1922 года.

### Ставропольский край
- Александровск — ныне село Александровское. Город с 1777 по 1838 и с 1920 по 1924.
- Прасковея — ныне село. Город с 10 июня 1900 по 18 декабря 1911[6].

### Татарстан
- Алат — ныне село. Город с 1708 по 1766.
- Свияжск — ныне село. Город со второй половины XVI века по 1932 год.

### Тверская область
- Вертязин — ныне село Городня. Город в XIV—XVI веках.
- Дорогобуж — ныне деревня Дорожаево. Город в XIV—XVII веках.

### Томская область
- Нарым — ныне село. Город с 1601 по 1925.

### Тульская область
- Дедилов — ныне село Дедилово. Известен как город Дедославль с XII в.; в 1238 уничтожен монголо-татарами; снова город с 1553 по 1777.
- Епифань — ныне пгт. Город с 1777 по 1926.
- Крапивна — ныне село. Город до 22 февраля 1926.
- Одоев — ныне пгт. Город с XIV века по 1926.
- Чернь — ныне пгт. Город до 22 февраля 1926.

### Удмуртия
- Дебёсы — ныне село. Город с 1921 по 1923.
- Можга — ныне село (не следует путать с одноимённым городом). Город с 1921 по 1924.
- Селты — ныне село. Город с 1921 по 1924.

### Ульяновская область
- Канадей — ныне село. Город с 1780 до середины XIX века.
- Карсун — ныне пгт. Город с 1780 по 1925.
- Котяков — ныне село Котяково. Город с 1780 по 1796.
- Тагай — ныне село. Город с 1780 по XIX век.

### Хабаровский край
- Охотск — ныне пгт. Город с 1783 по 1927.
- Софийск — ныне село. Город с 1858 по 1896.
- Удск — ныне село Удское. Город с 1679 по 1880.

### Ханты-Мансийский автономный округ
- Берёзов — ныне пгт Берёзово. Город с 1782 по 1926.

### Якутия
- Жиганск — ныне село. Город с 1783 года по XIX век.

### Ярославская область
- Петровск — ныне пгт Петровское. Город с 1777 по 1925.

## Вошли в состав других городов
- Бабушкин — город с 1925 года, вошёл в черту Москвы в 1960 году.
- Бежица (в 1936—1943 Орджоникидзеград) — город с 1925 года, вошёл в черту Брянска в 1956 году.
- Боровск — город с 1949 года, вошёл в черту Соликамска в 1959 году.
- Дедюхин — утратил статус города в 1926 году. Вошёл в черту Березников в 1932 году.
- Железнодорожный — город с 1952 года, вошёл в черту Балашихи в 2015 году.
- Зеленоград — город с 1963 года, в составе Москвы с 1968 года как район, стал административным округом Москвы в 1992 году, в 2009 в ОКАТО статус города был упразднён.
- Иваньково — город с 1958 года, вошёл в черту Дубны в 1960 году.
- Кайеркан — город с 1982 года, вошёл в черту Норильска в 2005 году.
- Канавино — город с 1918 года. Вошёл в черту Нижнего Новгорода 9 января 1928 года.
- Климовск — город с 1940 года, вошёл в черту Подольска в 2015 году.
- Костино — город с 1940 года, вошёл в черту Калининграда в 1960 году.
- Кузнецк — город с 1689 года, в 1931 году объединен с рабочим посёлком Новокузнецк и образован город Сталинск.
- Кунцево — город с 1925 года, вошёл в черту Москвы в 1960 году.
- Кусково — город с 1925 года, вошёл в состав Перово в 1938 году.
- Люблино — город с 1925 года, вошёл в черту Москвы в 1960 году.
- Молотово — город Мотовилиха с 1926 года, в 1931 году переименован в Молотово. Вошёл в черту Перми в 1938 году.
- Нахичевань-на-Дону — основан в 1784 году, вошёл в черту Ростова-на-Дону 14 января 1929 года.
- Нововятск — город с 1955 года, вошёл в черту города Кирова в 1989 году.
- Новокаширск (до 1935 Терновск, в 1935—1957 Каганович) — город с 1932 года, вошёл в черту Каширы в 1963 году.
- Ново-Омск — город с 1924 года, вошёл в черту Омска в 1934 году.
- Ожерелье — город с 1958 года, вошёл в черту Каширы в 2015 году.
- Перово — город с 1925 года, вошёл в черту Москвы в 1960 году.
- Северо-Задонск (Тульская область) — город с 1950 года, вошёл в черту города Донской в 2005 году.
- Сокольники — город с 1958 года, вошёл в черту Новомосковска в 2008 году[7].
- Сокольск — ныне район Сокольское города Липецка. Город с 1647 года по 1779 год.
- Солнцево — город с 1971 года, вошёл в черту Москвы в 1984 году.
- Сормово — город с 6 июля 1925 года, вошёл в черту Нижнего Новгорода 9 января 1928 года.
- София — город с 1780 года, вошёл в черту Царского села (ныне Пушкин) в 1808 году.
- Сходня — город с 1961 года, вошёл в черту города Химки в 2004 году.
- Талнах — город с 1982 года, вошёл в черту Норильска в 2005 году.
- Троицкосавск — вошёл в черту Кяхты в 1934 году.
- Тушино — город с 1938 года, вошёл в черту Москвы в 1960 году.
- Урицк — город с 1925 года, вошёл в черту Ленинграда в 1963 году.
- Черниковск — выделен из городской черты Уфы в 1944 году, вновь вошёл в черту Уфы в 1954 году.
- Щурово — город с 1947 года, вошёл в черту города Коломна в 1960 году.
- Юбилейный — город с 1992 года, вошёл в черту города Королёва в 2014 году.

## Теряли статус города на некоторое время, а затем вновь стали городами
- Агрыз — город с 1924 по 1926, затем пгт, вновь город с 1938.
- Азов — город с 1471 года, затем посад. Вновь город с 1926 года[8].
- Анапа — город с 1846, в 1860 упразднён, в 1866 учреждён вновь.
- Арск — город с 1781 по 1926, затем село, с 1938 пгт. Вновь город с 2008.
- Бирюч (с 1920 по 1958 — Будённый, в 1958—2007 — Красногвардейское). Город в 1779—1923, затем слобода, село и с 1975 рабочий посёлок, с 24 марта 2005 город Красногвардейское. 17 января 2007 городу возвращено название Бирюч.
- Весьегонск — город до 1939, затем пгт. Вновь город с 1953[9].
- Верхотурье — город с 1597 года. Утратил городской статус в 1926 году. С 1947 вновь город[8].
- Гусь-Хрустальный — город с 1919 по 1924 годы, затем рабочий посёлок, вновь город с 1931.
- Данков — город до 1925, затем село и рабочий посёлок, с 1959 вновь город.
- Дубовка — город с 1803 года. Затем потерял статус города и стал посадом. Вновь город с 1922 года[8].
- Ивангород — город до XVIII века, затем был форштадтом Нарвы, с 1947 года официально исключён из черты Нарвы как рабочий посёлок, с 1954 года вновь город.
- Инсар — город до 1926, затем село, с 1958 вновь город.
- Калачинск — город с 1920 по 1925, затем село, с 1944 пгт, вновь город с 1952.
- Каргат — город с 1921 по 1925 год, затем село, вновь город с 1965.
- Княгинино — город Княгинин с 1779 по 1796, с 26 октября 1797 и 1920-х, затем село и пгт, вновь город с 1998 года.
- Кола — город до 1926, затем село и рабочий посёлок, с 1965 вновь город.
- Лаишево — город Лаишев до 1926, затем село и рабочий посёлок, с 2004 вновь город.
- Лукоянов — город с 1779 года. В 1817 году разжалован в село, с 1820 вновь город[10].
- Любим — город до 1920-х, затем село. 20 апреля 1938 вновь преобразован в город.
- Моздок — город с 1785 года. Затем потерял статус города и стал слободой. Вновь город с 1923 года[8].
- Мценск — город до 1924, затем рабочий посёлок, с 1925 вновь город.
- Мышкин — город до 1926, затем село и рабочий посёлок, с 1991 вновь город. С 1927 по 1988 назывался Мышкино.
- Новороссийск — город с 1838, в 1860 упразднён, в 1866 учреждён вновь.
- Олонец — город с 1649, с 21 февраля 1927 село, с 7 июля 1944 вновь город.
- Омск — город с 1782 года. Утратил городской статус в 1797 году. Вновь город с 1804 года[8].
- Перевоз — город с 1779, с 1926 сельский населённый пункт, с 2000 вновь город.
- Приморск — город с 1268 года. С 2005 — посёлок городского типа, с 2008 вновь город.
- Пудож — город с 16(27) мая 1785, с 22 ноября 1926 село, с 25 марта 1943 вновь город.
- Рубцовск — город с 1922 года. С 1925 — село, с 1927 вновь город.
- Рузаевка — была городом в 1917—1925 годах, затем рабочий посёлок, вновь город с 1937.
- Сенгилей — был городом в 1780—1925 годах, вновь город с 1943 года.
- Соль-Илецк — город Илецк в 1865—1926 годах, затем посёлок городского типа, вновь город с 1945 года.
- Сретенск — город с 1783 по 1798 год, затем село. Вновь город с 1926 года[8].
- Ставрополь (ныне Тольятти) — город с 1780 года. Утратил городской статус в 1924 году. Вновь город с 1946 года.
- Сургут — основан в 1594, с 1804 село, с 1867 вновь город, с 1926 село, затем рабочий посёлок, с 1965 вновь город.
- Тулун — город с 1922 года. С 1924 — село, с 1927 вновь город[8].
- Черкесск — город Баталпашинск с 16 июня 1922. 10 января 1927 преобразован в станицу Баталпашинскую. Вновь город с 20 сентября 1931 года[11].

## Полностью исчезли
- Акланск — оставлен в 1804 году.
- Зашиверск — оставлен в XIX веке.
- Илимск — город с 1764 года; потерял статус города в 1920-е годы. Затоплен Усть-Илимским водохранилищем в 1970-е годы.
- Корчева — затоплен в 1937 году.
- Куолоярви — город с 1940 по начало 1950-х годов; позднее посёлок; по переписи 2010 года населения нет.
- Лугань — город с 1778 по 1782; позднее село, в 1967 упразднено.
- Мангазея — оставлен в 1662 году.
- Молога — затоплен в 1941 году.
- Нижнекамчатск — город с 1783 по 1822; позднее село, в 1968 упразднено.
- Пустозерск — потерял статус города в 1924 году[источник не указан 3410 дней], оставлен в 1962 году.
- Рупосово — город с 1775 по 1777; позднее село, уничтожено в годы Великой Отечественной войны.
- Холопий городок — город в XIV—XVI веках; позднее село, затоплено в 1941 году.
- Чаронда — город с 1708 по 1776 год. Позднее село, заброшено в 2015 году

Подробнее см. Исчезнувшие города России